# Parafia Narodzenia Najświętszej Maryi Panny w Zielonej Górze
Parafia Narodzenia Najświętszej Maryi Panny w Zielonej Górze -  Zawadzie – rzymskokatolicka parafia, położona w dekanacie Zielona Góra – św. Jadwigi, diecezji zielonogórsko-gorzowskiej, metropolii szczecińsko-kamieńskiej w Polsce, erygowana 3 maja 1974 roku. Znajduje się w dzielnicy Zielonej Góry – Zawadzie.

## Zasięg parafii
Do parafii należą wierni z Zawady i Krępy.

## Proboszczowie
- ks. Marian Borowiec (13.08.1974 – 1979)
- ks. Jan Dyrda (18.12.1979 – 1999)
- ks. Michał Zielonka (25.08.1999 – zm. 2013)
- ks. Krzysztof Kocz (15.11.2013 – 2018)
- ks. dr Mariusz Dudka  (14.04.2018 – 2021)
- ks. kan. dr Bogusław Grzebień (7.05.2021 – 30.09.2023)
- ks. kan. dr Wojciech Lechów (od 1.10.2023, administrator, od 1.08.2024 proboszcz)[1]